# 埃莱夫西纳
埃莱夫西纳（希臘語：Ελευσίνα）是希腊阿提卡大區西阿提卡专区的市镇，位于雅典西北部约20公里处。埃莱夫西纳是被誉为古希腊最伟大的悲剧作家之一的埃斯库罗斯的故乡。

## 历史人口
| 年份 | 市人口 | 变化           | 密度        |
| ---- | ------ | -------------- | ----------- |
| 1981 | 20,320 |                | 1,101.1/km² |
| 1991 | 22,793 | +2,473/+12.17% | 1,235.1/km² |
| 2001 | 25,863 | +3,070/+13.47% | 1,401.4/km² |

## 歷史上的國家：厄琉息斯

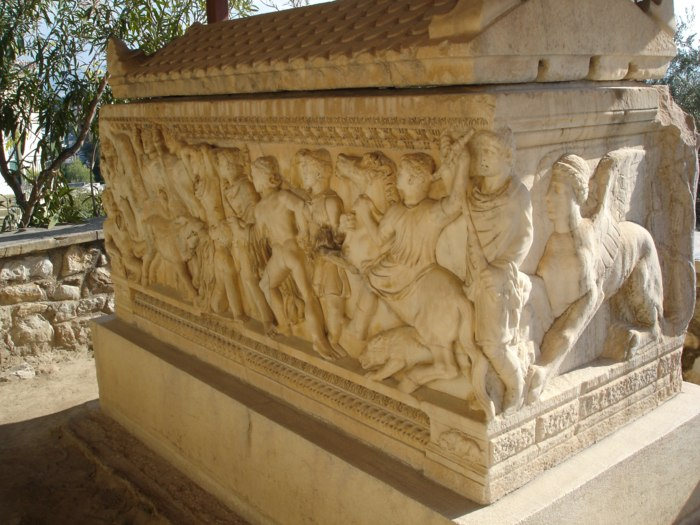
雕刻有眾英雄會獵卡呂冬野豬浮雕的大理石石棺（公元2世紀），現存於埃萊夫西納考古博物館

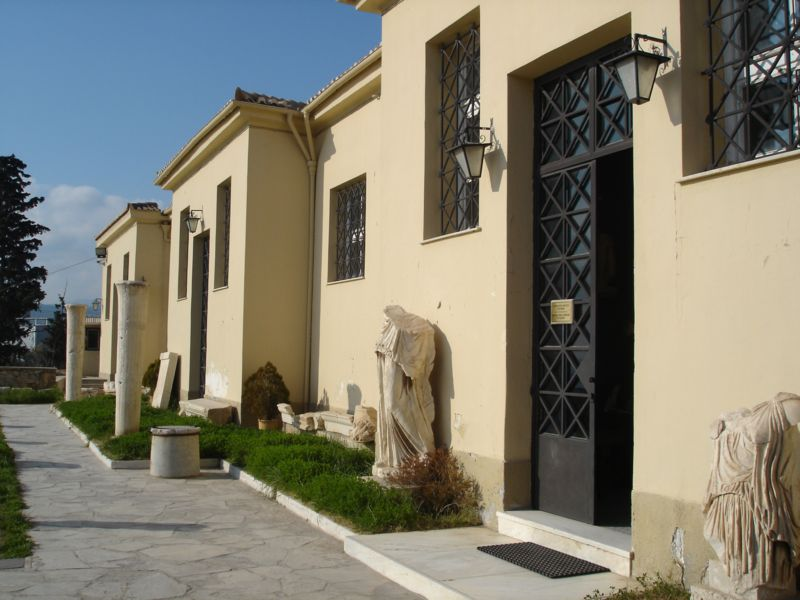
埃萊夫西納考古博物館入口

在希臘歷史上的古典時期，從公元前1700年到羅馬帝國時期，埃萊夫西納當時為名為厄琉息斯的國家，是厄琉息斯秘儀的發祥地，也是得墨忒耳和珀耳塞福涅的神話的源頭。這些神話代表了一種對死後在冥界從新開始生活的希望的信仰。在古希臘的傳統中，對死亡有比較樂觀的看法：人的靈魂將橫渡斯堤克斯河，進入到哈得斯的領域，儘管如此，希臘人認為通過厄琉息斯秘儀人的靈魂能夠在得到冥界比較美滿生活。這種信仰是由一些使用特殊的代表新生的器具，如生命之種的儀式培養起來的。這些神話的主角是得墨忒耳和她的女兒普西芬妮，主要描述了得墨忒耳尋找被哈迪斯綁架的女兒的過程。當時的厄琉息斯的統治者即是神話中出現過的國王刻琉斯和王后墨塔涅拉。

## 著名人物
- 埃斯库罗斯（约公元前525/前524－前456年/前455年），剧作家
- 斯泰利奥斯（1931年－2001年），歌手
- 拉斯科斯（1908年－1992年），导演、编剧和演员
- 塞奥佐罗斯·潘加洛斯（1938年－），政治家